# 鎌倉町
鎌倉町（かまくらまち）は、神奈川県の中央南部、鎌倉郡に属していた町。

## 地理
- 河川:滑川、極楽寺川、稲瀬川
- 海岸:由井ヶ浜（現在の由比ヶ浜）
- 岬:稲村ヶ崎
- 山:源氏山、大平山、天台山、衣張山

## 歴史
- 1894年（明治27年）7月7日 - 西鎌倉村および東鎌倉村が合併して、町制を施行し鎌倉町が発足する。
- 1897年（明治30年）5月11日 - 峠が久良岐郡六浦荘村に編入される。（現在の横浜市域）
- 1899年（明治32年）4月 - 戸塚警察署鎌倉分署（現在の鎌倉警察署）が開設。鎌倉御用邸が竣工。
- 1904年（明治37年）4月1日 - 江之島電氣鐵道（江ノ島電鉄線の前身だが現在の江ノ島電鉄とは別法人）の稲村ヶ崎駅および極楽寺駅が開業。
- 1906年（明治39年）11月1日 - 戸塚警察署鎌倉分署が分離昇格し、鎌倉警察署となる。
- 1907年（明治40年）8月16日 - 江之島電氣鐵道の長谷駅、由比ヶ浜駅および和田塚駅が開業。
- 1910年（明治43年）11月14日 - 江之島電氣鐵道の小町駅（後の（旧）鎌倉駅）が開業。
- 1915年（大正4年）10月18日 - 江之島電氣鐵道の小町駅が（旧）鎌倉駅に改称。
- 1931年（昭和6年） - 鎌倉御用邸が廃止となる。
- 1939年（昭和14年）11月3日 - 腰越町と合併、市制を施行し鎌倉市となる[1]。

## 交通

### 鉄道路線
- 日本国有鉄道
  - 横須賀線
- 鎌倉駅 -
- 江之島電氣鉄道
- 姥ヶ谷 - 音無橋 - 稲村ヶ崎 - 砂子坂 - 極楽寺 - 権五郎社前 - 長谷 - 由井ヶ浜 - 海岸通り - 原の台 - 和田塚 - 学校裏 - 琵琶小路 - 大町 - 蔵屋敷 - （旧）鎌倉

### 道路
- 神奈川県道鎌倉三崎線
- 神奈川県道片瀬鎌倉線
- 神奈川県道横濱鎌倉線
- 神奈川県道藤澤鎌倉線
- 神奈川県道金澤鎌倉線
- 神奈川県道鎌倉停車場線

## 地域

### 教育
- 神奈川師範学校男子部 - 現在は横浜国立大学教育学部附属鎌倉中学校および横浜国立大学教育学部附属鎌倉小学校が所在。

## 名所・旧跡・観光スポット・祭事・催事
- 極楽寺
- 鎌倉大仏
- 佐助稲荷神社
- 鶴岡八幡宮
- 荏柄天神社
- 鎌倉宮
- 護良親王墓
- 浄妙寺
- 本覚寺
- 妙本寺